# Friedrich Hartjenstein

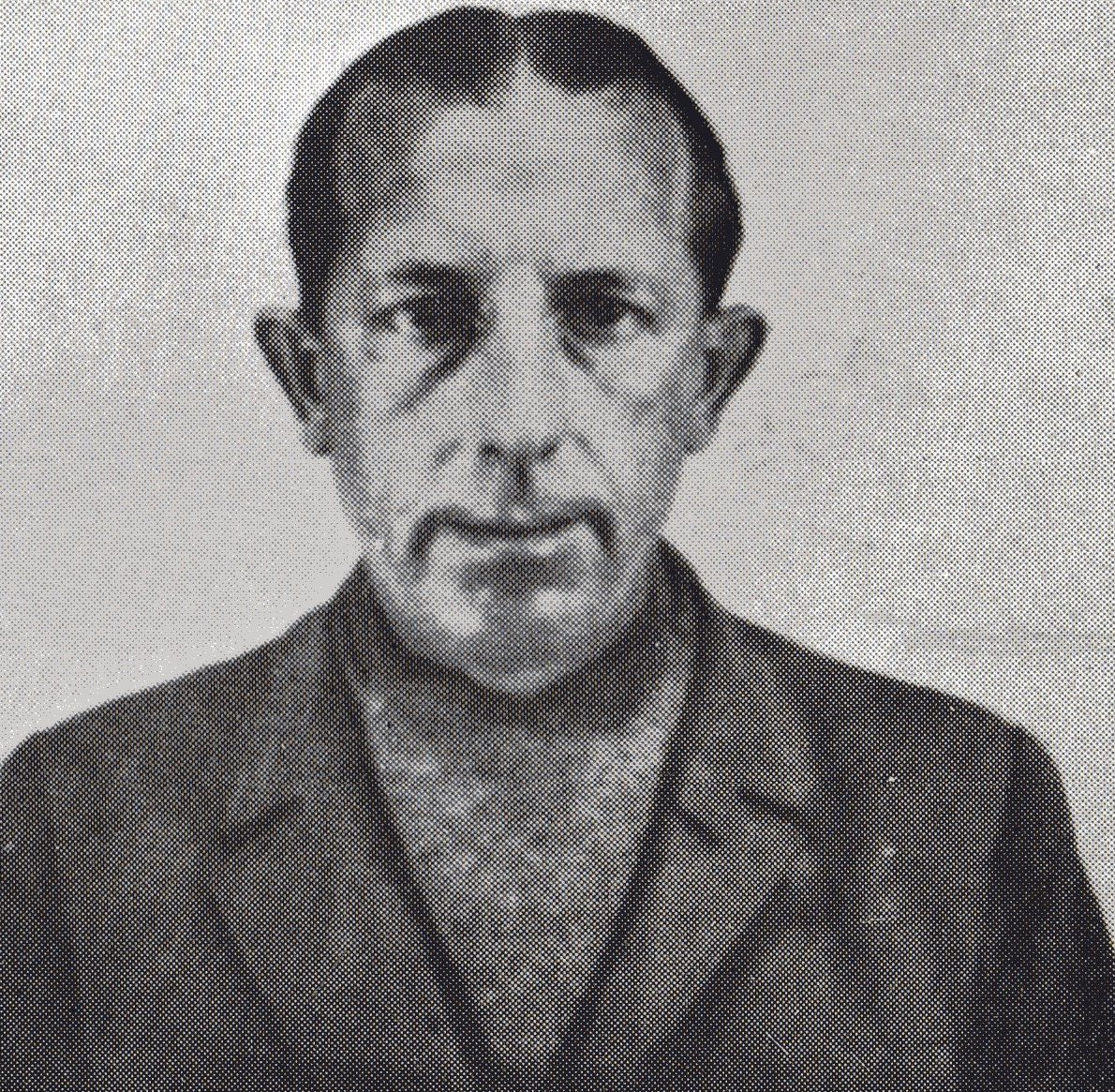
Friedrich Hartjenstein 1946

Friedrich Hartjenstein, genannt Fritz Hartjenstein (* 3. Juli 1905 in Peine; † 20. Oktober 1954 in Paris), war im Zweiten Weltkrieg ein deutscher SS-Obersturmbannführer und Lagerkommandant der Konzentrationslager Auschwitz-Birkenau und Natzweiler, wofür er mehrfach zum Tode verurteilt wurde.

## Leben
Hartjenstein, Sohn eines Schusters, arbeitete nach zehnjährigem Schulbesuch ab 1921 für vier Jahre als Knecht auf einem landwirtschaftlichen Gut. Gleichzeitig studierte er in Hannover Landwirtschaft. Ab Dezember 1926 leistete er als Berufssoldat bei der Reichswehr in einem Infanterieregiment zwölf Jahre Militärdienst, den er 1938 als Oberfeldwebel und Offizier der Reserve abschloss. Aus der Befürchtung heraus, mit einem mittelmäßigen Abschluss in ein ziviles Leben zurückkehren zu müssen, nahm Hartjenstein anschließend eine Stelle als Ausbilder bei den SS-Verfügungstruppen an. Zum 5. Januar 1939 wechselte er zu den SS-Totenkopfverbänden (SS-Nummer 327.350). Zunächst war Hartjenstein dem II. SS-Totenkopfregiment (Brandenburg) in Oranienburg zugeteilt – er stieg dort zum 1. Mai 1939 zum Obersturmführer auf – und wurde danach im Außenlager Wewelsburg, einem Nebenlager des KZ Sachsenhausen, als Führer der Wachkompanie eingesetzt. 
Anfang Januar 1941 wechselte er zur SS-Totenkopf-Division. Erst im Westen, dann im Osten eingesetzt, wurde er in der Kesselschlacht von Demjansk verwundet und im Anschluss im September 1942 in das KZ Auschwitz versetzt, wo er den Wachsturmbann leitete, er war zum 9. November 1941 zum Sturmbannführer befördert worden. Arthur Liebehenschel, der Nachfolger von Rudolf Höß als Lagerkommandant, berief Hartjenstein zum Führer des zu diesem Zeitpunkt neben dem Stammlager noch selbständigen Lagers Auschwitz-Birkenau, dessen Lagerkommandant Hartjenstein vom 22. November 1943 bis zum Mai 1944 war. Hartjenstein, dem von Rudolf Höß vorgeworfen wurde, als Kommandant versagt zu haben, wurde dann durch Josef Kramer ersetzt. In der Waffen-SS stieg Hartjenstein schließlich zum 9. November 1944 zum SS-Obersturmbannführer auf. 
1944 wurde er als Nachfolger von Kramer zum Kommandanten des KZ Natzweiler ernannt, das er bis Ende Februar 1945 leitete. Nach der Verlegung des Stammlagers im November 1944 ins Neckartal nach Guttenbach/Binau war er für die ab September 1944 zusätzlich errichteten rechtsrheinischen Außenlager rund um das KZ Neckarelz zuständig. Unter Hartjensteins Führung fanden in Natzweiler zahlreiche Hinrichtungen statt. Nach dem Ende seiner Tätigkeit als KZ-Kommandant wechselte Hartjenstein in ein SS-Ausbildungsregiment auf dem Truppenübungsplatz Putlos und vom 8. März bis zum 23. April 1945 in die Ausbildungsstätte der SS-Panzertruppen in Bergen.
Hartjensteins berufliche Biographie ist ein Beispiel für die fortlaufende Rotation zwischen den Einheiten der Waffen-SS und der Konzentrationslager-SS. Er ist auch ein Beispiel dafür, dass auch höhere SS-Ränge von Nicht-Parteigenossen eingenommen werden konnten, denn er schloss sich nicht der NSDAP an.
Zwischen Januar 1944 und der Auflösung des Stammlagers Natzweiler-Struthof stieg die Zahl der Hinrichtungen sprunghaft auf etwa 250. Für fünf davon wurde Hartjenstein nach dem Ende des Nationalsozialismus von alliierten Strafverfolgern verantwortlich gemacht. 
Im Wuppertaler Natzweiler-Prozess (29. Mai bis 1. Juni 1946) wurde er wegen Ermordung von vier Funkerinnen zu lebenslänglicher Haft verurteilt. Die vier Frauen, die der Special Operations Executive angehörten und dem französischen Widerstand zuarbeiteten, waren im Juni und November 1943 in Dijon und Paris verhaftet worden. Nach einem Aufenthalt in einem Frauengefängnis in Karlsruhe wurden sie in das KZ Natzweiler-Struthof überstellt, am 6. Juli 1944 durch Phenol-Injektionen getötet und anschließend im Krematorium verbrannt. Der zu lebenslanger Haft verurteilte Hartjenstein wurde zu weiteren Verfahren in französische Haft überstellt. Von französischen Militärgerichten in Rastatt (1947) und Metz (2. Juli 1954) wurde Hartjenstein dann zum Tode verurteilt. In einem Pariser Gefängnis starb er noch vor der Urteilsvollstreckung an einem Herzschlag am 20. Oktober 1954.